# قرة بارتشق (جرغلان)
قرة بارتشق (بالفارسية: قره پارچق) هي قرية تقع في إيران في قسم جرغلان الريفي. يقدر عدد سكانها بـ 547 نسمة بحسب إحصاء 2016.